# 波長 (1967年の映画)
『波長』(はちょう、英語: Wavelength)は、カナダ人アーティスト、マイケル・スノーによる1967年の実験映画である。スティーヴン・ジェイ・シュナイダーの『死ぬまでに観たい映画1001本』に掲載されている。

## 背景
本作を制作した頃、マイケル・スノーは映画製作の経験がほとんどなく、むしろ絵画や彫刻で活動する著名なアーティストとして知られていた。スノーはオンタリオ州立芸術大学でデザインを学び、画家としての訓練を受けた。 1950年代半ばには、トロントにあるジョージ・ダニングのスタジオ「グラフィック・アソシエーツ」で短期間働き、そこで家具が性交する様子を描いた短編アニメーション『A to Z』を制作し、これが彼の初めての映画作品となった。
1962年、ニューヨークに移る直前に制作された写真シリーズ『Four to Five』は、「Walking Woman」シリーズの始まりとなった。このシリーズでは、歩く女性の切り取られたグラフィックを使い、それをさまざまなメディアや素材、場所に再現した。 スノーは約200点のギャラリー作品と、それに加えて約800点の非ギャラリー作品を制作している。スノーの最初の前衛映画『New York Eye and Ear Control』（1964年）もこのシリーズの一作である。この時期の多くの作品において、スノーは反復と変奏による構成を試みるようになった。映画やカメラ技術の影響を受け、特に「フレーミング（画面の切り取り方）」に対する強い関心を示していた。

## あらすじ
全編を通して、4つの格子窓と最小限の家具（机、黄色い椅子、壁際のラジエーター）だけが置かれたロフトの中で展開される。椅子の上には数枚の写真が掛けられている。映画はロフト全体を映すワイドショットから始まり、物語が進むにつれて、カメラはゆっくりと壁の写真にズームインしていく。
赤いコートを着た女性が現れ、2人の男性に左側の壁に本棚を設置するよう指示する。設置が終わると、男性たちは立ち去る。その後、彼女は別の女性を連れて再びロフトに戻ってくる。
2人のうちの1人がラジオをつけると、画面にピンクがかった色調が加わる。彼女たちは飲み物を口にしながら、ビートルズの「ストロベリー・フィールズ・フォーエバー」を聴くが、突然その場を去る。直後に画面は一瞬真っ赤になり、低いハミング音（うなり声のような音）が鳴りはじめ、その音は映画の終わりに向けて徐々に音程が高くなっていく。
画面は再びロフトに戻り、ネガ反転したような映像、モノクロ、そして真っ白な画面が交互に映し出される。ガラスが割れる音が響いた後、1人の男性がよろめきながらロフトに入ってきて、床に倒れ込み、命を落とす。カメラのズームは続くので、やがて彼の遺体は画面からフレームアウトする。
しばらくすると、1人の女性がやってきて、リチャードという男性に電話をかけ、死体を発見したことを伝える。そして、彼女は外で待つと告げてロフトを後にする。彼女が去った後、画面には彼女の先ほどの動作が音もなく重ねられて映し出される。
カメラはさらに壁に掛けられた写真にズームインしていく。写真のうち2枚には「歩く女」の姿が、もう1枚には波の様子が写されている。サウンドトラックのハミング音は非常に高音となり、次第に不安定になってサイレンのような音に変化していく。波の写真は拡大され、画面全体を覆い、ピントがぼやけた後、映像は白くフェードアウトして映画は幕を閉じる。

## キャスト
- エイミー・タウビン
- ホリス・フランプトン
- ジョイス・ウィーランド
- リン・グロスマン
- ナオト・ナカガワ
- ラズウェル・ラッド

## 製作

### プリプロダクション
スノーの制作ノートには、ワイドショットからクローズアップへと至る長時間ズームのさまざまな構想が記されている。映画の着想は、「部屋」「波」「長さ」「大西洋」「時間」「海」といった単語の組み合わせをもとにした言葉遊びから生まれた。クローズアップの対象としては、「美しい金髪白人女性のヌード写真」や窓、ビリー・ホリデイの写真、トム・ウェッセルマンの絵、子どもの写真、秋の風景が描かれたカレンダーなどが候補に挙がっていた。最終的にスノーは、自身が彫刻作品『Atlantic』のために撮影したイースト川の写真を選んだ。その理由は、その画像に劇的ではなく落ち着いた性質があったからだった。
キャスティングはスノーの友人たちの中から行われた。エイミー・トービンは、ブロードウェイで『ミス・ブロディの青春』に出演した経験があったため起用された。彼女の登場シーンに関しては、マスターベーションを頼む案もノートに記されていた。ホリス・フランプトンは、スノーに「誰か死んでくれる人が必要なんだ」と頼まれ、自ら進んで出演を申し出た。
スノーは撮影の準備に1年を費やし、ロケ地となるスペースを探し続けた。撮影に備えて、ロフトの奥の壁にイースト川の写真を掲げ、その上には歩く女性の写真2枚と、シルエット状の「歩く女性」2点を取り付けた。『波長』における「歩く女性」の登場は、このシリーズの終焉を意味していた。

### 撮影
撮影は1966年12月、キャナル・ストリートのロフトで1週間かけて行われた。カメラはケン・ジェイコブスから借りたもので、高所に設置して外の通りが映るように調整された。カメラから壁までの距離はおよそ24メートル（80フィート）あった。
使用した16mmカメラは約3分ごとにフィルムの交換が必要だったため、映画全体を18セグメントほどに分け、ズームレンズの開始と終了の位置を記録しながら撮影した。シーンは撮影スケジュールの都合により順不同で撮られ、フランプトンの死のシーンが最初に撮影された。ズームレンズの限界を超えた後は、カメラを物理的に移動して、最終的な波の写真のシーンを撮影した。
映像における光や粒子の変化を表現するため、複数のフィルムストックが使用された。具体的には、コダクローム、エクタクローム、コダックのカラーネガ、アグファクローム、デュポンの白黒リバーサル、アンスコのフィルムが含まれている。期限切れのフィルムや屋外用のフィルムも試された。また、昼夜の自然光を活かしたり、カラージェルやフィルターを用いることで、映像の色合いにも変化をつけた。

### 音響
音響については、当初スノーは徐々に音量が上昇していくクレッシェンドを検討していたが、最終的にはグリッサンドのほうが適していると判断した。トロンボーンやヴァイオリンで録音し、複数のテイクを重ねる案が出たが、ベル研究所に勤務していたテッド・ウルフの提案により、オーディオオシレーターを使うことになった。ウルフはスノーと共に、オシレーターを制御するモーターを設計・制作した。
当初スノーは現場で録音された同期音声をそのまま使うつもりだったが、ラジオの音楽だけは例外とした。撮影時にはジョーン・バエズの『リトル・ドラマー・ボーイ』が流れていたが、作品に合わないと感じたため、編集時に当時発表されたばかりのビートルズの『ストロベリー・フィールズ・フォーエバー』に差し替えた。最初のバージョンでは、同期音はフィルムの光学トラックに、電子音のグリッサンドは別のリールテープに録音し、上映会場の音響に応じて調整できるようにしていた。

## 構造と分析
本作の基本構造はズームによって定義される。映画の展開とともに視野角が狭まり、遠くの壁がどんどん近づいてくる。これは人間の目では再現できず、機械の目に特有のものだ。 アネット・マイケルソンは、スノーのズームの使用は「サスペンス映画の形式的な相関関係を生み出している」と述べている。
スノーは『波長』において、「事実」と「幻想」のバランスを試みている。音響には、具象的な同期音と抽象的な電子正弦波が組み合わされている。動きのある映像は、しばしば鑑賞者が部屋をどのように認識するかの変化とバランスが取られている。死にゆく男の登場に先立って、映像の色が変化する。女性が電話をかけるシーンは2回あり、2回目はズームが続くシーンに重ねて表示される。 

## 公開
『波長』は1967年にトロントのCinecityで初上映された。当初は限定的な上映だったが、映画作家たちの間で急速に話題となり、その後ニューヨークのアンソロジー・フィルム・アーカイブズ、シカゴのアート・シアターなど、北米各地で紹介された。
スノーは本作をニューヨーク映画祭に出品したが、却下された。アーティストのリチャード・セラは、ヨーロッパ各地を旅する際にこの作品のコピーを持参し、12回ほど展示した。アムステルダム市立美術館で上映された際、激怒した観客の一団が映写機をひっくり返した。

## 評価
1967年に初公開された際、映画作家ジョナス・メカスはこれを「映画史における画期的な出来事」と評した。同作は同年、ベルギー・クノック＝ル＝ズートで開催された実験映画祭においてグランプリを受賞した。また、『フィルム・カルチャー』誌は、1967年のインディペンデント映画賞をスノーに授与している。1968年の『フィルム・クォータリー』誌に掲載されたジュド・ヤルカットのレビューでは、『波長』は「最も単純であると同時に、最も複雑な映画の一つ」と評された。また、同年『L.A.フリー・プレス』に寄稿したジーン・ヤングブラッドは、本作を「映画の本質──幻想と現実、空間と時間、主体と客体の関係性──に純粋に対峙する点において、前例のない作品」と評し、「ウォーホル以降、ミニマリズム以降の最初の映画であり、現代絵画や彫刻が取り組んでいる高度な概念的次元に到達している数少ない作品の一つ」であるとした。彼はさらにこの映画を「瞑想的映画の勝利」と表現している。1969年に『アートフォーラム』誌に発表されたマニー・ファーバーのレビューでは、『波長』は「三面の壁と天井、床を、これほどまでに飾り気なく、明快に、冷徹なリアリズムで撮影した映画は他にない」と評され、「おそらく現存する中で最も厳密に構成された映画」と述べられている。
同年、映画史家P・アダムス・シトニーは自身の論考「構造映画」において、アヴァンギャルド映画の潮流が複雑な形式から「映画全体の形があらかじめ定められ、それが観客に与える最初の印象となるような構造重視の映画」へと移行しつつあることを指摘した。この新たな動向を分析する中で、シトニーはスノーを「構造映画の学長」と呼び、『波長』が固定されたカメラポジションによってその構造を定義している点を高く評価した。
これに対して、映画作家マルコム・ル・グリスは、構造映画における「持続時間の等価性」という観点から、本作のアプローチには重大な欠点があると批判している。彼によれば、映画内に含意されるナラティブ要素が、むしろ映画形式としては「後退的な一歩」となっている。また、スティーヴン・ヒースは、『波長』の主題は映画制作装置そのものではなく、「映画において観客（主体）がいかに構成されるかという制度的問い」であると述べている。
1971年に『アートフォーラム』誌に発表されたアネット・ミシェルソンのエッセイ「スノーに向かって（Toward Snow）」において、彼女はこの映画を「傑作」であると断言し、「映画史のこの時点において異論の余地はほとんどない」と述べている。彼女によれば、『波長』以前の実験映画は、断片的かつ非物語的な形式に特徴づけられており、素早い編集、多重露光、身振り的な手持ち撮影などが主流であった。これに対し、『波長』は「空間的・時間的連続性」を確立し、「期待」という概念を映画形式の中心に再導入したとされる。このエッセイは、『波長』批評の基礎文献として位置づけられており、ミシェルソンが時間を扱う映画作品──従来『アートフォーラム』誌の扱う領域外とされてきたもの──を特集する特別号を編集するきっかけともなった。